# San Genesio Atesino
San Genesio Atesino (Jenesien in tedesco) è un comune italiano di 3 000 abitanti della provincia autonoma di Bolzano in Trentino-Alto Adige. La collocazione montana a circa 10 minuti dal centro di Bolzano l'ha reso un popolare centro turistico.

## Geografia fisica

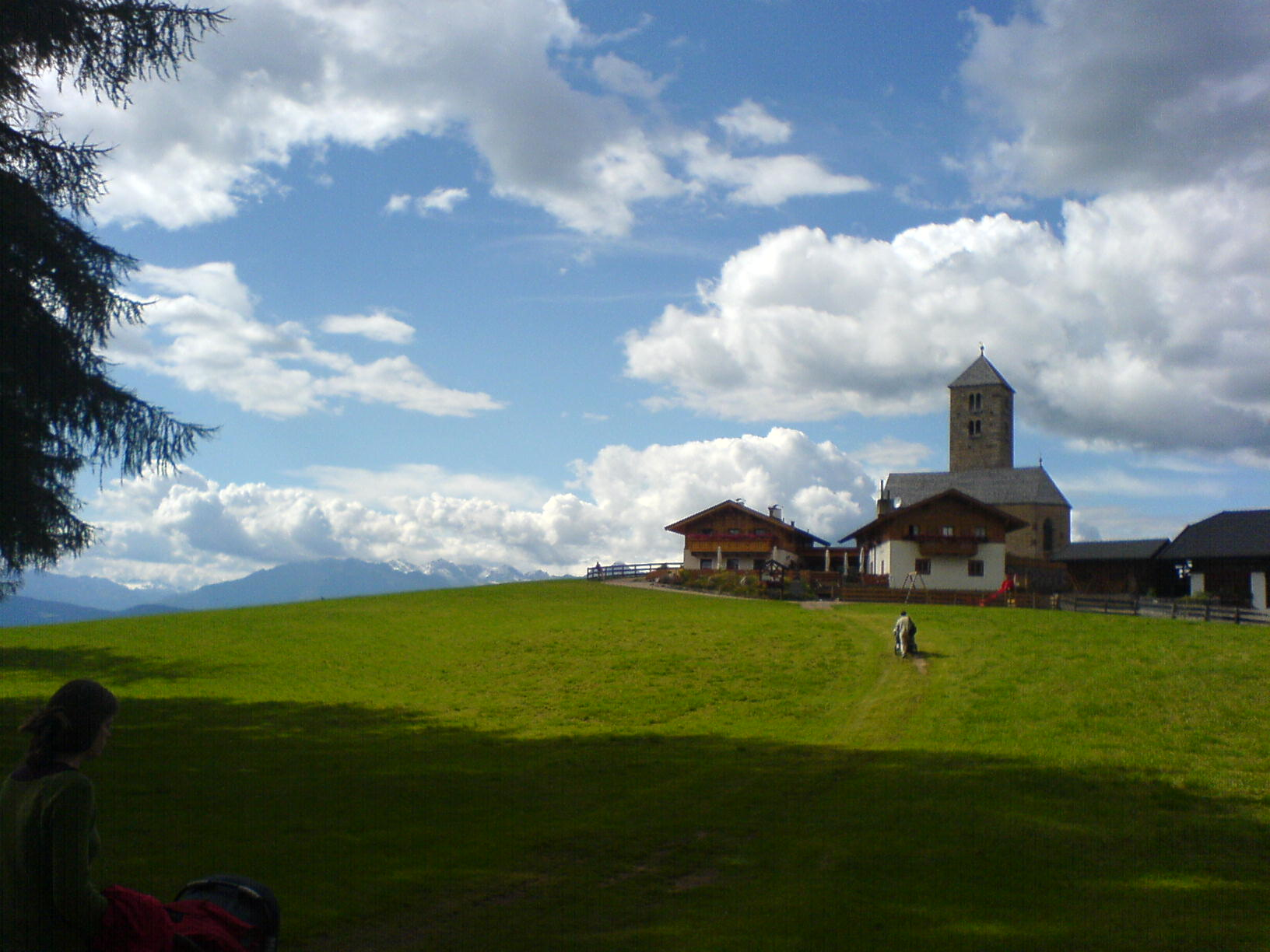
Vista di S. Giacomo a Lavenna/Langfenn

Delimitato a est dalla Val Sarentino col Talvera e a ovest dalla Valle dell'Adige, è situato sull'altipiano del Salto (Salten) sovrastante a nord Bolzano, alla quale è collegato sia con una strada provinciale sia con la funivia di San Genesio.

### Origini del nome
Il toponimo è attestato come mons Sancti Genesii nel 1186 e come St. Zenesius e St. Genesienperch nel 1336 e corrisponde al nome del santo al quale è intitolata la chiesa del paese.
Il nome della frazione Avigna (Afing) deriverebbe invece dal latino a via.

## Storia
La genesi e lo sviluppo della località, seppur posizionata in altitudine, sono profondamente intersecate con la storia del centro maggiore di Bolzano. È stato infatti ipotizzato che il mercato di San Genesio, attestato a Bolzano dal 1208, sia da ricondurre al mercato sviluppatosi attorno al patrocinio di montagna quale il suo naturale predecessore.

### Simboli
Lo stemma è trinciato, con cinque pile rovesciate rosse che fuoriescono dalla diagonale di divisione, su sfondo argento. È l'insegna dei signori di Goldegg che vissero nel villaggio dal 1190 al 1473. Lo stemma è stato adottato nel 1966.

## Monumenti e luoghi d'interesse

### Architetture religiose
- Chiesa di San Genesio, parrocchiale del capoluogo comunale
- Chiesa di San Sebastiano, parrocchiale nella frazione di Valas
- Chiesa di San Nicolò, parrocchiale nella frazione di Avigna

### Architetture civili
- Castel Greifenstein

## Società

### Evoluzione demografica
Abitanti censiti

Al 31.12.2020 c'erano 3 103 abitanti, così suddivisi tra le frazioni (Fonte: https://www.gemeinde.jenesien.bz.it/it/Movimento_demografico_nell_anno_2016)
- San Genesio (Jenesien): 1.885
- Avigna (Afing): 565
- Valas (Flaas): 289
- Cologna (Glaning): 253
- Montoppio (Nobls): 111

### Ripartizione linguistica
La sua popolazione è in larga maggioranza di madrelingua tedesca:
| %      | Ripartizione linguistica (gruppi principali) |
| ------ | -------------------------------------------- |
| 95,03% | madrelingua tedesca                          |
| 4,83%  | madrelingua italiana                         |
| 0,14%  | madrelingua ladina                           |

## Economia

### Turismo
Negli ultimi anni il comune di San Genesio Atesino ha avuto un notevole aumento del flusso turistico. Grazie alla posizione idilliaca, con vista che sovrasta l'intera città di Bolzano e alle vette circostanti è divenuta un ottimo punto di partenza sia per escursioni in bici che trekking con decine di sentieri che attraversano l'intero Altopiano del Salto. Conta oltre 300km di percorsi escursionistici.
Meta turistica indiscussa sono le Piramidi di Terra (formazioni rocciose geologiche sorte durante l'ultima era glaciale)
Notevole è la nascita di nuove strutture ricettive e alberghiere di lusso.
È attraversato dal Sentiero Europeo E5 (che collega il Lago di Costanza

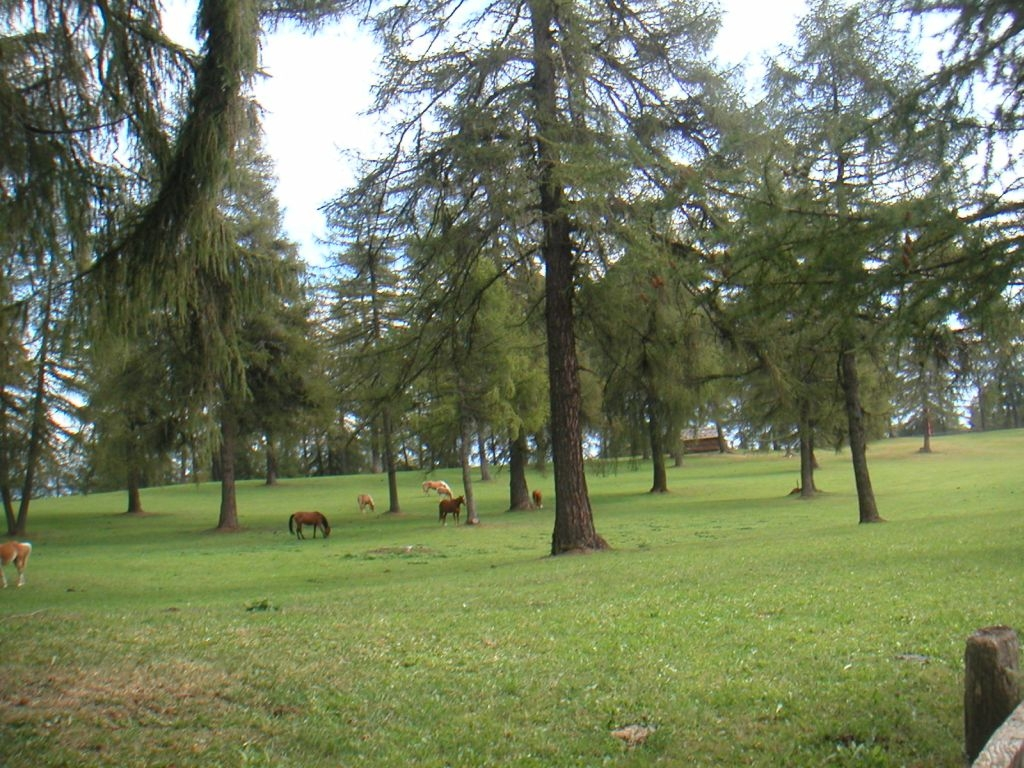
Cavalli Avelignesi sull'altopiano del Salto

al Mare Adriatico).

## Amministrazione
| Periodo | Periodo   | Primo cittadino | Partito | Carica  | Note |
| ------- | --------- | --------------- | ------- | ------- | ---- |
| 2005    | 2010      | Oswald Egger    | SVP     | Sindaco |      |
| 2010    | in carica | Paul Romen      | SVP     | Sindaco |      |